# NGC 3847
NGC 3847 је елиптична галаксија у сазвежђу Велики медвед која се налази на NGC листи објеката дубоког неба.
Деклинација објекта је + 33° 30' 52" а ректасцензија 11h 44m 14,0s. Привидна величина (магнитуда) објекта NGC 3847 износи 13,3 а фотографска магнитуда 14,3. NGC 3847 је још познат и под ознакама NGC 3856, UGC 6708, MCG 6-26-23, CGCG 186-32, PGC 36504.